# Cantó de Bélâbre
El cantó de Bélâbre és un cantó francès del departament de l'Indre, situat al districte de Le Blanc. Té 7 municipis i el cap és Bélâbre.

## Municipis
- Bélâbre
- Chalais
- Lignac
- Mauvières
- Prissac
- Saint-Hilaire-sur-Benaize
- Tilly

## Història
| Data d'elecció                           | Identitat          | Partit                                 | Qualitat |
| ---------------------------------------- | ------------------ | -------------------------------------- | -------- |
| 1945-1972                                | Anatole Ferrant    | SFIO                                   |          |
| 1972-1982                                | Adrien Couturaud   | CIR, després PS, després divers droite |          |
| 1982-2001                                | Robert Taillebourg | UDF                                    |          |
| 2001-                                    | René Duplant       | UMP                                    |          |
| les dades anteriors no són pas conegudes |                    |                                        |          |
|                                          |                    |                                        |          |

## Demografia
| A partir de 1990: Població sense dobles comptes |